# Kaarlo Soinio
Kaarlo Soinio (vollständiger Name: Kaarlo Eino Kyösti Soinio; alternativ: Karl Gustaf Salin; * 28. Januar 1888 in Helsinki; † 24. Oktober 1960 ebenda) war ein finnischer Fußballspieler, -schiedsrichter und Kunstturner sowie Sportreporter und Sportlehrer. Er war der Bruder von Eino Soinio, der langjähriger Kapitän der finnischen Fußballnationalmannschaft war.

## Karriere

### Fußball
Kaarlo Soinio spielte in seiner Karriere als Fußballspieler beim HJK Helsinki. Mit dem Verein konnte er zweimal in Folge; in den Jahren 1911 und 1912 die Finnische Fußballmeisterschaft gewinnen. Dabei spielte er für den Verein meist als Abwehrspieler. Mit der Finnischen Nationalmannschaft nahm er 1912 an den Olympischen Sommerspielen in Stockholm teil. Im Turnier für Fußball konnte er verletzungsbedingt aber nur das erste Spiel gegen Italien bestreiten. Im weiteren Turnierverlauf verlor das Team, welches unter anderem mit seinem Bruder Eino und Gösta Löfgren gegen Großbritannien im Halbfinale antrat. Im Spiel um Platz 3 verlor Finnland gegen die Niederlande.
Im Jahr 1920 leitete Soinio als Schiedsrichter das Freundschaftsspiel zwischen Finnland und Estland in Helsinki.

### Kunstturnen
Mit den finnischen Geräteturnern gewann er im Jahr 1908 bei den Olympischen Sommerspielen in London die olympische Bronzemedaille im Mannschaftsmehrkampf.

### Sportlehrer und Sportreporter
Hauptberuflich arbeitete Soinio als Sportlehrer sowie später als Reporter für den Sportteil der Helsingin Sanomat. (deutsch Helsinkier Nachrichten)

## Erfolge
- Finnischer Fußballmeister: 1911, 1912
- Olympia Bronze im Turnen: 1908